# Operation Chastise

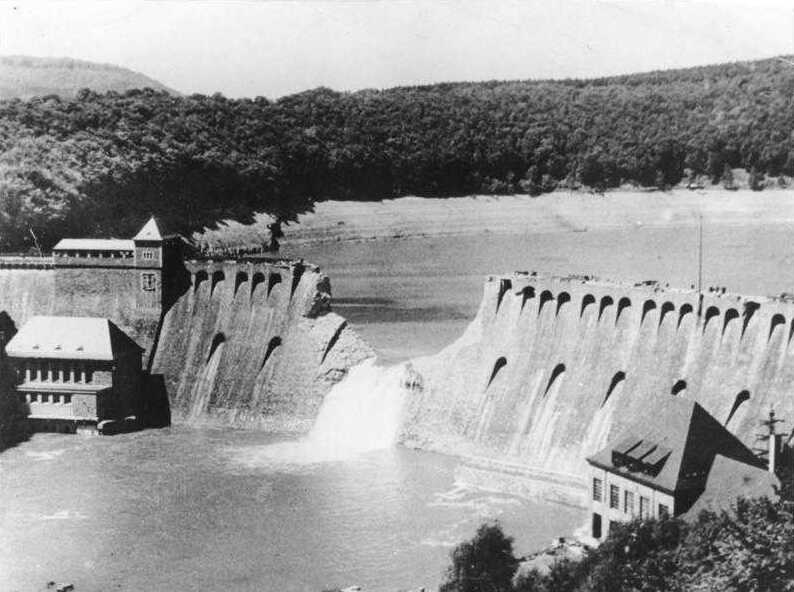
Die stark beschädigte Edertalsperre

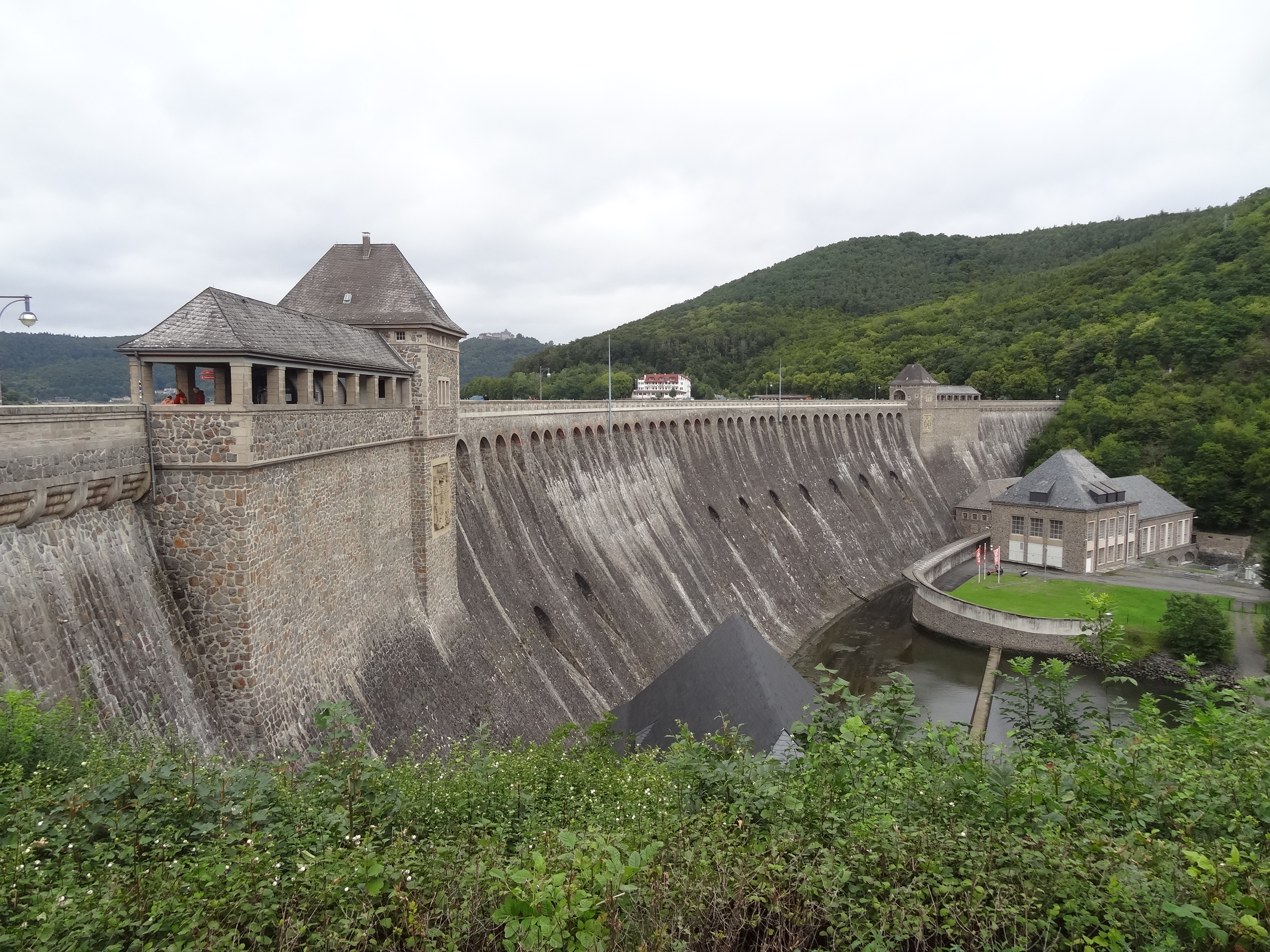
Staumauer des Edersees heute; dort, wo die Mauer beschädigt wurde, befinden sich keine Abflusstore

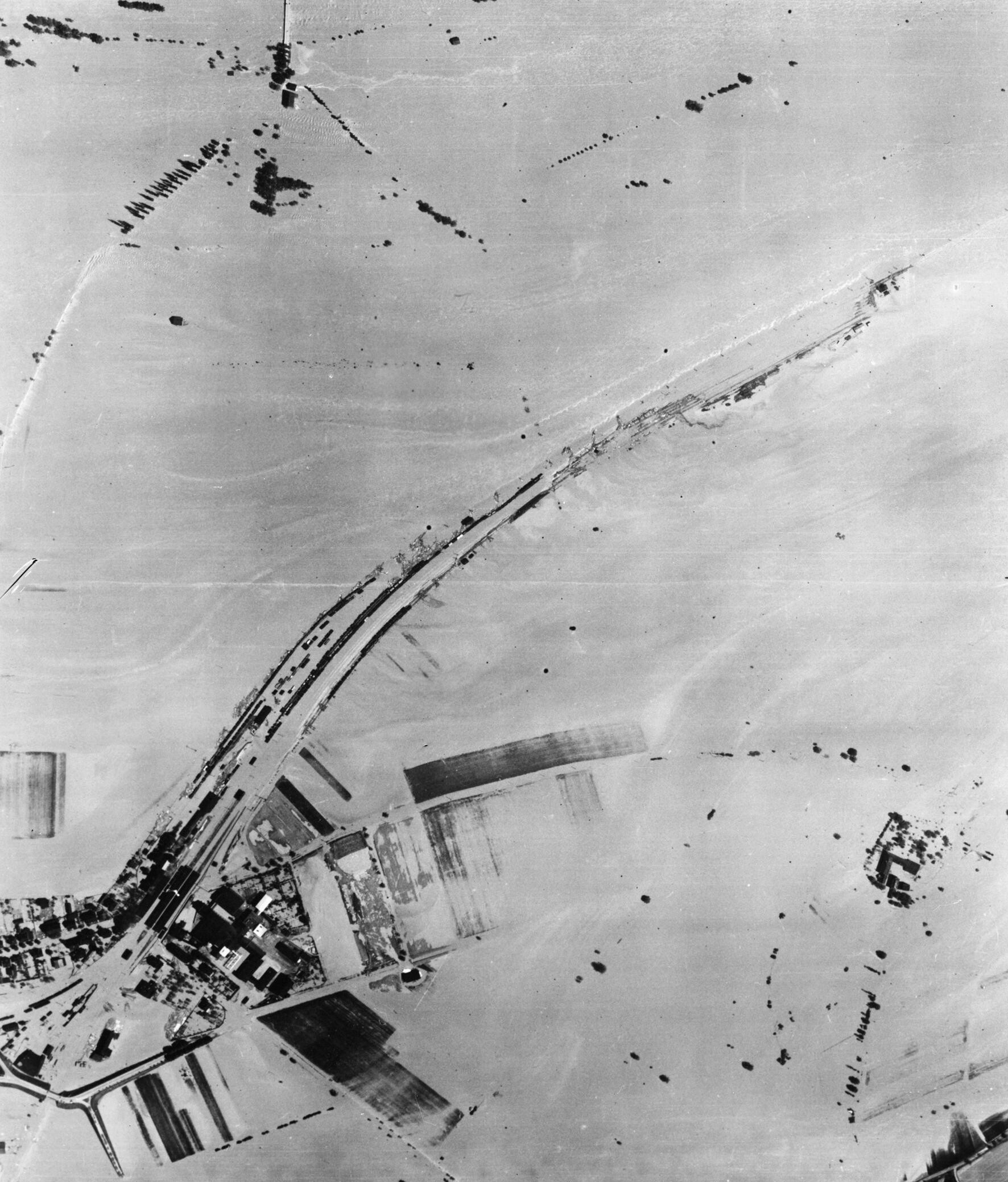
Luftbild von Überflutungen entlang der Eder nach Bombardierung der Staumauer des Edersees; im Bild unten links der Bahnhof Wabern (Imperial War Museum)

Die Operation Chastise (englisch für „Unternehmen Züchtigung“) war eine in der Nacht vom 16. zum 17. Mai 1943 durchgeführte militärische Operation mit dem Ziel, die Staumauern von sechs Talsperren im heutigen Nordrhein-Westfalen und in Hessen aus der Luft zu zerstören.
Das Unternehmen mit 19 umgebauten Lancaster-Bombern wurde von der No. 617 Squadron der Royal Air Force ausgeführt. Eingesetzt wurden speziell entwickelte Roll- oder Rotationsbomben, welche die Mauern von Eder- und Möhnetalsperre stark beschädigten. Die Angriffe auf die Lister-, Sorpe- und Ennepetalsperre waren ohne Erfolg. In den von den auslaufenden Stauseen von Eder und Möhne verursachten Flutwellen kamen zwischen 1300 und mehr als 2400 Menschen ums Leben (Quellenangaben zu unterschiedlichen Zahlen siehe Abschnitt Taktische Sicht in diesem Artikel), davon ein erheblicher Anteil Zwangsarbeiter und alliierte Soldaten in Kriegsgefangenenlagern. Der militärische Nutzen der Operation war innerhalb des britischen Militärs umstritten. 53 der 133 beteiligten alliierten Soldaten fielen bei dem Einsatz.

## Zielsetzung
Die Hauptangriffe galten den Staumauern von Eder- und Möhnetalsperre, die beide zu den größten Talsperren in Deutschland zählen. Daneben waren der Damm der Sorpetalsperre und die Mauern von Lister- und Ennepetalsperre Ziele der Aktion. Die Mauern der Henne- und Diemeltalsperre galten als Ausweichziele.
Das strategische Ziel der britischen Angriffsoperation bestand in einer Schädigung der Rüstungsindustrie im Ruhrgebiet, das für die Briten das Zentrum der deutschen Waffenproduktion darstellte. Die Zerstörung der Talsperren wurde daher als kriegsentscheidend angesehen. Auch sollte möglichst dauerhaft die Wasserversorgung nicht nur für die Industrie, sondern auch für die Bevölkerung unterbrochen werden. Den Briten war bekannt, dass die Stauseen den Wasserstand von Wasserstraßen (Mittellandkanal, Weser) im weiteren Umfeld regulierten, auf denen Wirtschafts- und Kriegsmaterial transportiert wurde. Beschädigungen, Zerstörungen und Opfer unter der Zivilbevölkerung in den Gebieten unterhalb der jeweiligen Staumauern bildeten beim Angriff eher einen Nebeneffekt. Die von den Briten erhoffte demoralisierende Wirkung auf die Bevölkerung trat ebenso wenig ein wie bei den sonstigen Luftangriffen im Zweiten Weltkrieg.
Britische Militärs hatten bereits 1937 die Vernichtung der deutschen Talsperren diskutiert und festgestellt, dass deren Zerstörung mit konventionellen Mitteln nicht möglich war. Seit Kriegsausbruch gab es verschiedene Vorstellungen zur Durchführung, beispielsweise mit Torpedos, ferngesteuerten Bombern oder durch Fallschirmjäger.

## Entwicklung des Angriffsplans

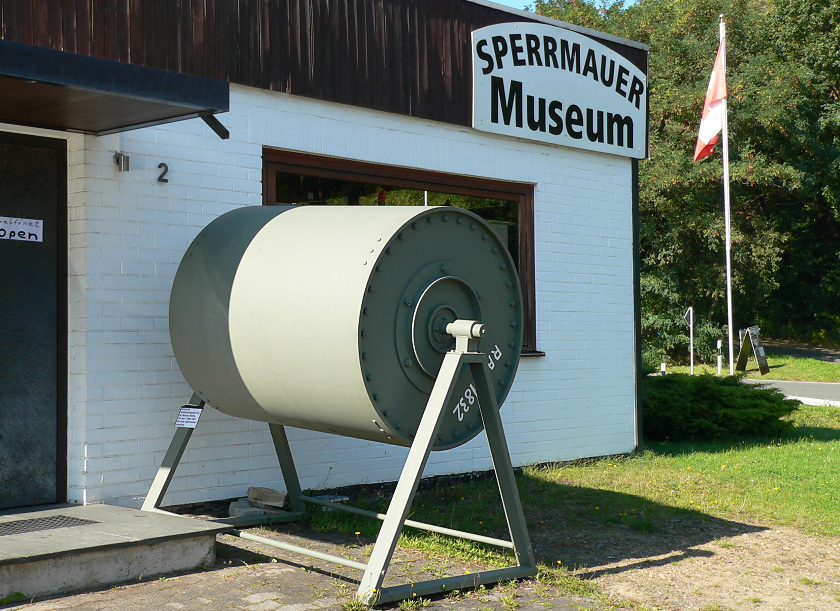
Roll- oder Rotationsbombe: Nachbildung vor dem Sperrmauer Museum Edersee in Hemfurth-Edersee am Edersee

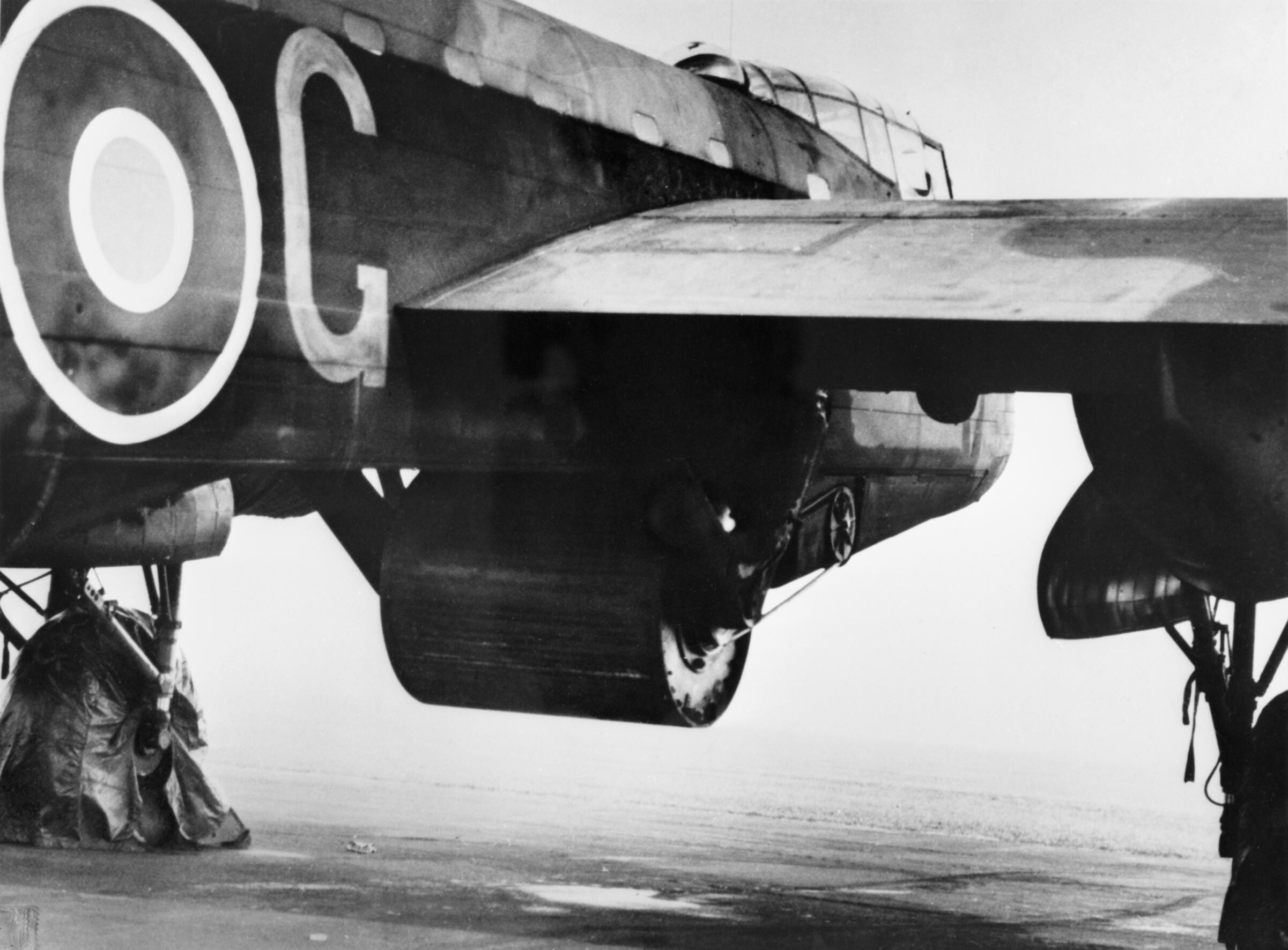
Die Upkeep-Rollbombe unter Guy Gibsons Lancaster B Mk III (Special).

Barnes Wallis, ein Ingenieur der britischen Vickers-Flugzeugwerke, entwarf eine spezielle Bombe für die Zerstörung von Talsperren. Wallis war bekannt geworden durch die Entwicklung der Vickers Wellesley- und der Vickers-Wellington-Bomber.

### Konventioneller Bombenabwurf
Die ursprüngliche Idee Wallis’ bestand darin, eine zehn Tonnen schwere Bombe aus einer Höhe von 12.200 Metern auf eine Talsperre abzuwerfen. Dieser Plan war nicht durchführbar: Versuche und Berechnungen hatten gezeigt, dass eine ausreichend schwere Bombe für diesen Zweck einen immens leistungsfähigen Bomber benötigen würde. Eine viel kleinere Sprengladung würde jedoch genügen, wenn die Bombe direkt an der Böschung des Damms bzw. der Wand einer Mauer unterhalb der Wasseroberfläche zur Explosion käme. Doch diese Möglichkeit wurde bereits durch die Torpedonetze vereitelt, die (ähnlich wie bei einem Kriegsschiff) an den Talsperren installiert waren, um einen Torpedo in einer gewissen schützenden Distanz zur Explosion zu bringen oder ihn dort aufzufangen.

### Rollbombe

Schematische Darstellung des Abwurfs einer Roll- oder Rotationsbombe zur Zerstörung einer Staumauer

Wegen des Schutzes durch Torpedonetze konstruierte Wallis die Roll- oder Rotationsbombe. Dabei handelte es sich um eine walzenförmige Bombe mit 4 Tonnen Gewicht, die ca. 3 Tonnen Sprengstoff enthielt, die von einem Elektromotor kurz vor dem Abwurf in eine Rückwärtsdrehung versetzt wurde (Rotationsgeschwindigkeit: 500 Umdrehungen pro Minute). Die Bombe sprang nach dem Abwurf wie ein flacher Kieselstein beim Steinehüpfen über die Wasseroberfläche und konnte somit die Torpedo-Abwehrnetze überwinden. An der Staumauer angelangt, sank sie mit einer geringen Restgeschwindigkeit. Durch einen Druckzünder wurde die Bombe in etwa 10 m Tiefe zur Explosion gebracht, wo sie ein Loch in die Talsperre reißen sollte. Die Wasserkräfte des ablaufenden Stausees bewirken dann eine schnelle Vergrößerung des Loches.

### Einsatzbeschluss und -umsetzung
Nach Tests und vielen Diskussionen wurde dieser Plan am 26. Februar 1943 von den Befehlshabern verabschiedet. Die Bombe bekam den Codenamen Upkeep. Als spätester Einsatzzeitpunkt wurde der 20. Mai festgelegt. Dann hatten die Stauseen ihren höchsten Wasserstand und es herrschte Vollmond. Somit verblieb lediglich eine Vorbereitungszeit von rund drei Monaten für die Herstellung der Bomben, die Umrüstung der Flugzeuge und die Ausbildung der Piloten.
Mit der Operation wurde die No. 5 Bomber Group der Royal Air Force beauftragt, die im März 1943 eine neue Staffel für diese Mission aufstellte. Ursprünglich Staffel X genannt, wurde sie durch Wing Commander Guy Gibson befehligt, der eine Einsatzerfahrung von mehr als 170 Missionen besaß. 21 weitere Flugzeugbesatzungen wurden von der 5. Gruppe hinzugezogen, um diese in Lincolnshire auf dem etwa 8 km nördlich von Lincoln gelegenen Militärflugplatz RAF Scampton stationierte neue Staffel zu vervollständigen.
Die Angriffsflugzeuge waren umgebaute Avro Lancaster Mk III, mit der anderen Bezeichnung Typ 464 (Provisorisch). Um Gewicht einzusparen, wurde der Großteil der Bewaffnung entfernt; ebenso der mittlere MG-Turm. Die Bombe und ihre ungewöhnliche Form bedingte es, dass die Klappen des Bombenschachts weggelassen wurden und die Bombe zum Teil aus dem Flugzeugrumpf herausragte. Sie wurde mittels zweier Hakenhalter (crutches) montiert; vor dem Abwurf versetzte sie ein Hilfsmotor in eine schnelle Rückwärtsdrehung.

### Abwurftechnik

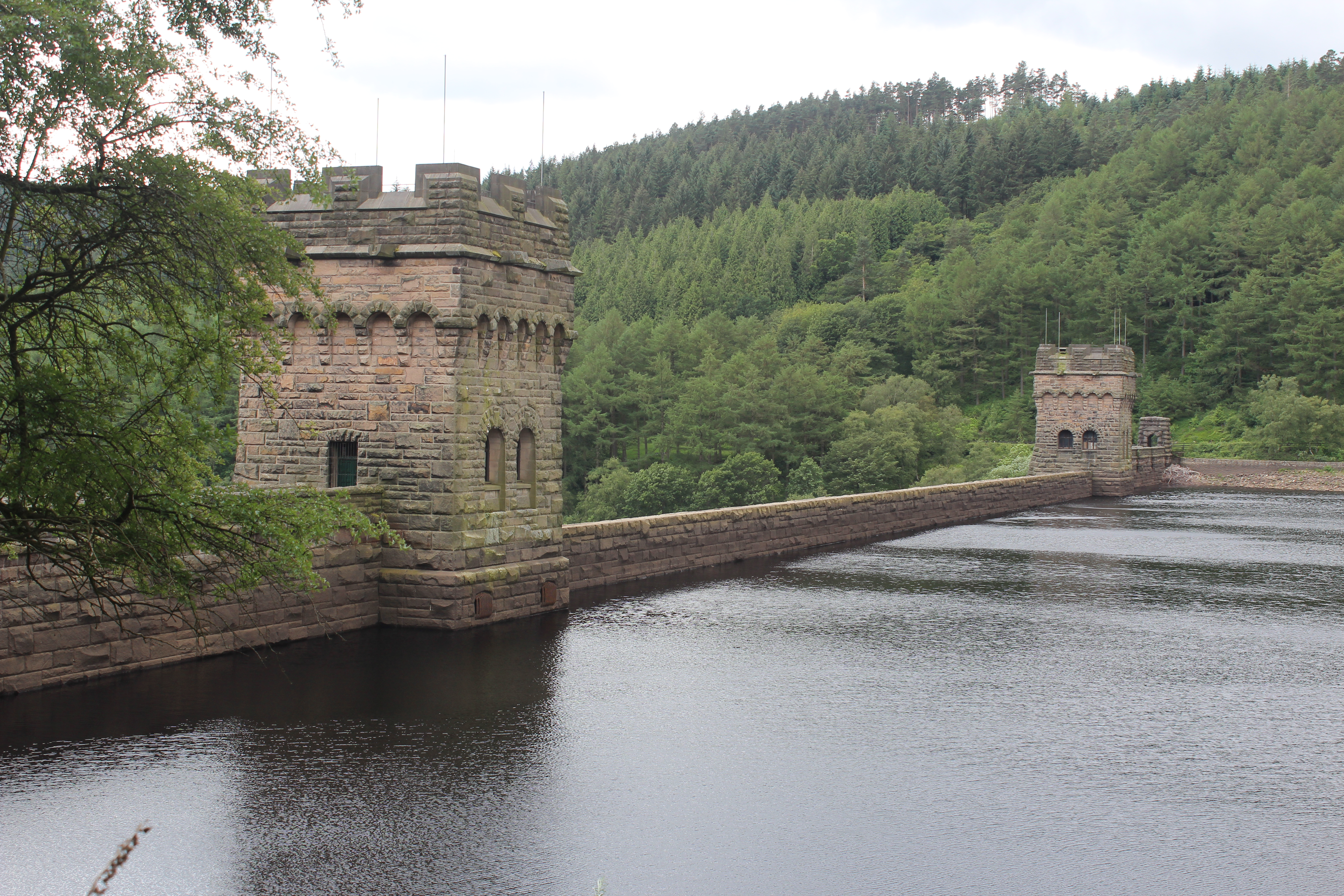
Derwent Reservoir, wo Trainingsläufe gemacht wurden

Bomben aus 18 Metern Höhe bei 390 km/h Geschwindigkeit in einer präzise einzuhaltenden Distanz zum Ziel abzuwerfen, verlangte sehr viel Geschick seitens der Besatzungen. Benötigt wurden dazu Experten mit intensiver Nacht- und Tiefflugerfahrung, die sich an die Lösung zweier schwieriger technischer Probleme machten.
Das erste bestand darin, die Bomben in der richtigen Distanz zur Staumauer abzuwerfen. Die Staumauern des Möhne- und Edersees hatten je einen Turm an beiden Seiten. Mit Hilfe von vorhergehenden Luftaufnahmen wurde berechnet, in welchem Winkel die Türme während des Abwurfzeitpunkts erscheinen sollten. Als Hilfe für die Ansteuerung wurde ein einfaches Gerät gebaut, das prinzipiell aus einem gleichschenkligen Holzdreieck bestand. Die zwei zielzugewandten Ecken wurden mit einem Stift (Nagel) versehen, die dritte Ecke war dem Auge des Bombenschützen vorbehalten. Bei Visierung der Deckungsgleichheit Stifte – Türme war die richtige Entfernung erreicht.
Das zweite technische Problem war die Abwurfhöhe: Die herkömmlichen barometrischen Höhenmesser in Flugzeugen waren für diesen Zweck viel zu ungenau. Also wurden zwei Scheinwerfer an der Unterseite des Flugzeuges befestigt – je einer am Bug und am Heck. Sie wurden so zueinander ausgerichtet, dass die Lichtkreise, die jeder auf der Wasseroberfläche abzeichnete sich zu einer „8“ berührten, wenn die optimale Abwurfhöhe von 18 (oder 20) m erreicht war.
Diese zwei Techniken wurden über dem Eyebrook Reservoir in Leicestershire und dem Derwent Reservoir in Derbyshire während 6 Wochen intensiv geübt.

## Der Angriff
Die endgültigen Tests wurden am 29. April 1943 durchgeführt. Am 13. Mai erfolgte die Auslieferung der Rollbomben an die Staffel. Als die Wetterlage für geeignet befunden wurde, wurden die Besatzungen am 15. Mai über die Angriffsziele informiert.

### Organisation
Die 19 am Angriff beteiligten Lancaster-Bomber aus RAF Scampton wurden in drei Gruppen eingeteilt. Die Formation 1 sollte die Möhne- und danach die Ederstaumauer angreifen und die Formation 2 den Sorpestaudamm. Die dritte Gruppe bildete die Reserve, die zwei Stunden später abheben und etwaige noch nicht zerstörte Ziele angreifen sollte. Bei einem Erfolg der Formationen 1 und 2 waren Formation 3 die Dämme bei Schwelm sowie die Mauern von Ennepe- und Diemelsee als Ziel zugewiesen.
Die Kommandozentrale für die Mission befand sich beim Hauptquartier der 5. Gruppe in Grantham. Die Morsecodes für die Missionen waren Goner für eine abgeworfene Bombe, Nigger für den zerstörten Möhnestaudamm und Dinghy für einen Erfolg an der Ederstaumauer. Guy Gibson wählte Nigger, weil dies der Name seines schwarzen Hundes war, der in der Nacht zum 17. Mai von einem Fahrzeug überfahren worden war.

### Hinflug
Der Hinflug erfolgte in Baumwipfelhöhe (zwischen 25 und 40 Meter), um die Erkennung durch deutsche Radarstationen zu vermeiden. Die Flugzeuge benutzten zwei sorgfältig ausgearbeitete Routen, um Fliegerabwehrstellungen auszuweichen.
Formation 1 flog zwischen Walcheren und Schouwen-Duiveland an Land, überquerte die Niederlande, umging die Flugplätze bei Eindhoven und Gilze-Rijen sowie die Luftverteidigung des Ruhrgebiets, umflog Hamm im Norden und drehte dann nach Süden auf die Möhnetalsperre zu. Formation 2 flog zunächst nördlicher über Vlieland und die Zuiderzee an, nahm dann etwa ab Wesel die gleiche Route wie die erste Gruppe und drehte hinter der Möhne südlich zur Sorpe hin ab.
Formation 1 bestand aus neun Maschinen in drei Gruppen – Guy Gibson, Hopgood und Martin, Young, Astell und Maltby sowie Maudslay, Knight und Shannon. Formation 2 bestand aus den fünf Flugzeugen von McCarthy, Byers, Barlow, Rice und Munro. Townsend, Brown, Ottley und Burpee bildeten Formation 3. Zwei Besatzungen waren wegen Krankheit ausgefallen.
Die Maschinen der Formation 2 starteten wegen der längeren Flugstrecke auf der nördlichen Route um 21:10 Uhr als erste. Wegen eines Hydraulik-Defekts hoben McCarthy nebst Besatzung mit 20 Minuten Verspätung in einer Ersatzmaschine ab. Formation 1 startete um 21:25 Uhr.
Bereits kurz hinter der holländischen Küste kam es zu ersten Verlusten. Formation 2 traf es hart: Munro verlor durch Flaktreffer sein Funkgerät und drehte über der Zuiderzee ab. Rices Bombe fiel ins Meer, weil er zu tief geflogen war, doch er konnte die Maschine abfangen und wieder zur Basis zurückkehren. Die Bomber von Barlow und Byers überflogen die Küste bei Harderwijk und wurden wenig später abgeschossen. Nur der verspätete McCarthy überquerte die Niederlande unversehrt. Formation 1 verlor nur Astell und seine Besatzung bei Marbeck in der Nähe von Raesfeld (NRW).

### Angriff auf die Möhnetalsperre

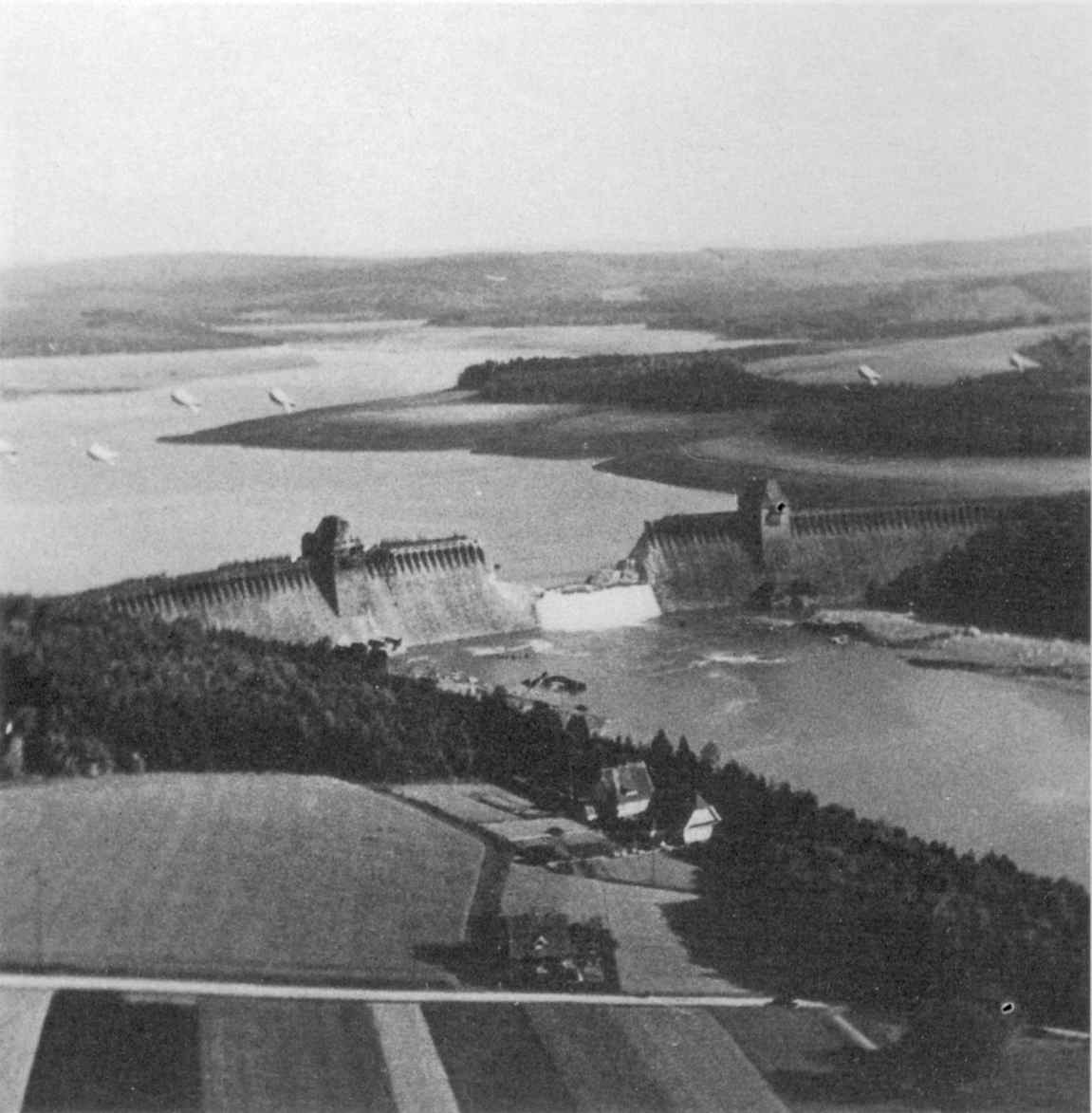
Möhnetalsperre nach dem Angriff

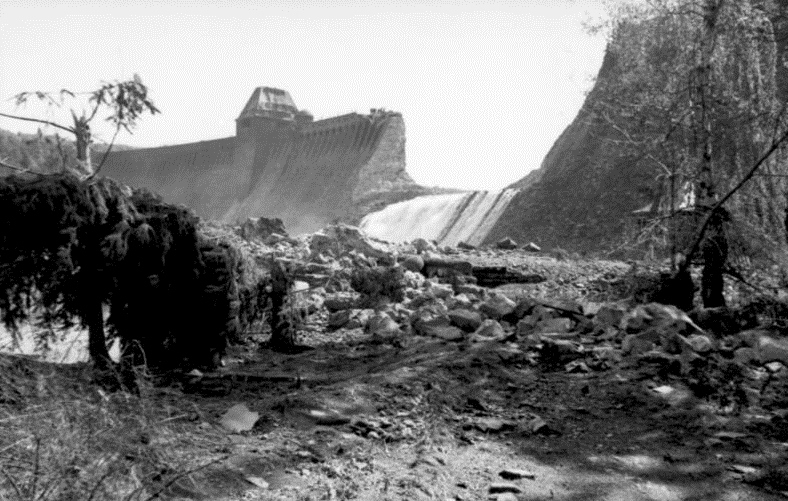
Die stark beschädigte Möhnetalsperre

Die Formation 1 erreichte die Möhnetalsperre und Gibsons Flugzeug (Rufzeichen „G“ für George) ging als erstes in den Angriff über, Hopgood (Rufzeichen „M“ für „Mother“) als Zweiter. Hopgoods Flugzeug wurde dabei im Tiefflug durch gegnerisches Flakfeuer getroffen und schließlich durch die Druckwelle der eigenen explodierenden Bombe zerstört. Martin (Rufzeichen „P“ für „Peter“) wurde als dritter Angreifer ebenfalls getroffen, trotzdem war sein Angriff erfolgreich. Nachdem Young (Rufzeichen „A“ für „Apple“) und nach ihm Maltby (Rufzeichen „J“ für „Johnny“) ebenfalls einen erfolgreichen Angriff auf die Talsperre fliegen konnten, war die Mauer gebrochen. Schließlich führte Gibson Young, Shannon, Maudslay und Knight zur Eder.

### Angriff auf die Edertalsperre
Das Eder-Tal war in dichten Nebel gehüllt, aber nicht verteidigt. Die umliegenden Hügel erschwerten den Anflug an die Edertalsperre, so dass das erste Flugzeug, die Maschine von Shannon, nach sechs vergeblichen Anläufen zunächst abbrach. Maudslay (Z wie Zebra) unternahm den nächsten Versuch, doch seine Bombe detonierte auf der Krone und beschädigte das Flugzeug. Shannon erzielte beim nächsten Anflug einen erfolgreichen Abwurf. Die letzte Bombe der Formation, abgeworfen aus der Maschine von Knight, beschädigte schließlich die Talsperre.

### Angriffe auf die Sorpe- und Ennepe-Talsperren
McCarthy (T wie Tom) erreichte die Sorpetalsperre allein. Der breite Erddamm bildete ein deutlich schwerer zu zerstörendes Ziel als die beiden erfolgreich attackierten Stein- und Betonbauwerke an Möhne und Eder. Aus diesem Grund war an der Sorpe trotz des ungünstigen, hügeligen Geländes zu beiden Seiten der Talsperre ein Anflug längs des Damms und Abwurf der Bombe ohne Rotation geplant.
Dieses Manöver erwies sich in der Praxis als noch komplizierter, da man den alten Langscheider Kirchturm auf dem Hügel nicht in Betracht gezogen hatte. Nach dem anschließenden Sturzflug ins Tal blieben dem Piloten nur wenige Sekunden, bevor er die Maschine vor den Hügeln am Ostufer wieder hochziehen musste, sodass dem Bombenschützen George Johnson keine Zeit für Kurskorrekturen blieb.
McCarthy unternahm bei stärker werdendem Nebel zunächst neun erfolglose Anflüge auf den zu diesem Zeitpunkt noch unverteidigten Damm, bis sich Johnson beim zehnten Versuch dazu entschloss, die Waffe auszulösen. Der direkte Treffer beschädigte jedoch nur die Dammkrone, die Talsperre blieb intakt.
Danach wurden drei Reservemaschinen zur Sorpe beordert. Burpee (S wie Sugar) kam dort niemals an. Brown (F wie Freddy) erreichte das Ziel und kam trotz dichter werdenden Nebels zum Abwurf, jedoch gleichfalls ohne den Damm zu zerstören. Als Anderson (Y wie Yorker) als letzter ankam, war der Nebel bereits zu dicht für einen Anflug. Die verbliebenen zwei Maschinen wurden also zu Ausweichzielen beordert. Ottley (C wie Charlie) wurde dabei abgeschossen, während Townsend (O wie Orange) seine Bombe auf die Mauer der Ennepetalsperre abwarf.

### Rückflüge
Auf dem Flug nach Großbritannien zurück – wiederum auf Baumwipfelhöhe – wurde ein weiteres Flugzeug abgeschossen. Die Maschine von Young wurde von der Fliegerabwehr getroffen und stürzte nahe der niederländischen Küste ins Meer.

## Liste der beteiligten Flugzeuge
| Flugzeug Rufzeichen  | Kommandant          | Ziel                | Bemerkungen |
| Erste Angriffswelle  | Erste Angriffswelle | Erste Angriffswelle | Erste Angriffswelle |
| -------------------- | ------------------- | ------------------- | --- |
| G George             | W/C Gibson          | Möhnetalsperre      | Angriffsführer. Bombe explodierte kurz vor der Mauer. Zog das gegnerische Flakfeuer auf sich.                               |
| M Mother             | F/L Hopgood         | Möhnetalsperre      | Auf dem Hinflug durch Flak getroffen. Bombe sprang über die Mauerkrone. Während des Angriffs über dem Ziel abgeschossen.    |
| P Peter (Popsie)     | F/L Martin          | Möhnetalsperre      | Bombe verfehlte das Ziel |
| A Apple              | S/L Young           | Möhnetalsperre      | Bombe traf das Ziel und verursachte kleinen Mauerbruch. Während des Rückflugs über der niederländischen Küste abgeschossen. |
| J Johnny             | F/L Maltby          | Möhnetalsperre      | Bombe traf das Ziel und verursachte großen Dammbruch.                                                                       |
| L Leather            | F/L Shannon         | Edertalsperre       | Bombe traf das Ziel – ohne Wirkung.                                                                                         |
| Z Zebra              | S/L Maudsley        | Edertalsperre       | Bombe verfehlte das Ziel und beschädigte das Flugzeug. Während des Rückflugs über Deutschland abgeschossen.                 |
| N Nut                | P/O Knight          | Edertalsperre       | Bombe traf das Ziel und verursachte großen Mauerbruch.                                                                      |
| B Baker              | F/L Astell          | N/A                 | Stürzte auf Hinflug nach Kollision mit Hochspannungsleitung ab.                                                             |
| Zweite Angriffswelle |                     |                     | |
| T Tommy              | F/L McCarthy        | Sorpetalsperre      | Bombe traf das Ziel – ohne Wirkung.                                                                                         |
| E Easy               | F/L Barlow          | N/A                 | Stürzte auf Hinflug nach Kollision mit Hochspannungsleitung ab.                                                             |
| K King               | P/O Byers           | N/A                 | Auf dem Rückflug über der niederländischen Küste abgeschossen.                                                              |
| H Harry              | P/O Rice            | N/A                 | Bombe über dem Meer verloren. Kehrte zurück, ohne das Ziel anzugreifen.                                                     |
| W Willie             | F/L Munro           | N/A                 | Durch Flak über der niederländischen Küste beschädigt. Kehrte zurück, ohne das Ziel anzugreifen.                            |
| Dritte Angriffswelle |                     |                     | |
| Y York               | F/S Anderson        | Listertalsperre     | Konnte wegen Nebels das Ziel nicht finden.                                                                                  |
| F Freddy             | F/S Brown           | Sorpetalsperre      | Bombe traf das Ziel – ohne Effekt.                                                                                          |
| O Orange             | F/S Townsend        | Ennepetalsperre     | Bombe traf das Ziel – ohne Effekt.                                                                                          |
| S Sugar              | P/O Burpee          | N/A                 | Auf dem Hinflug über den Niederlanden abgeschossen.                                                                         |
| C Charlie            | P/O Ottley          | N/A                 | Auf dem Hinflug über Deutschland abgeschossen.                                                                              |

## Nach dem Angriff

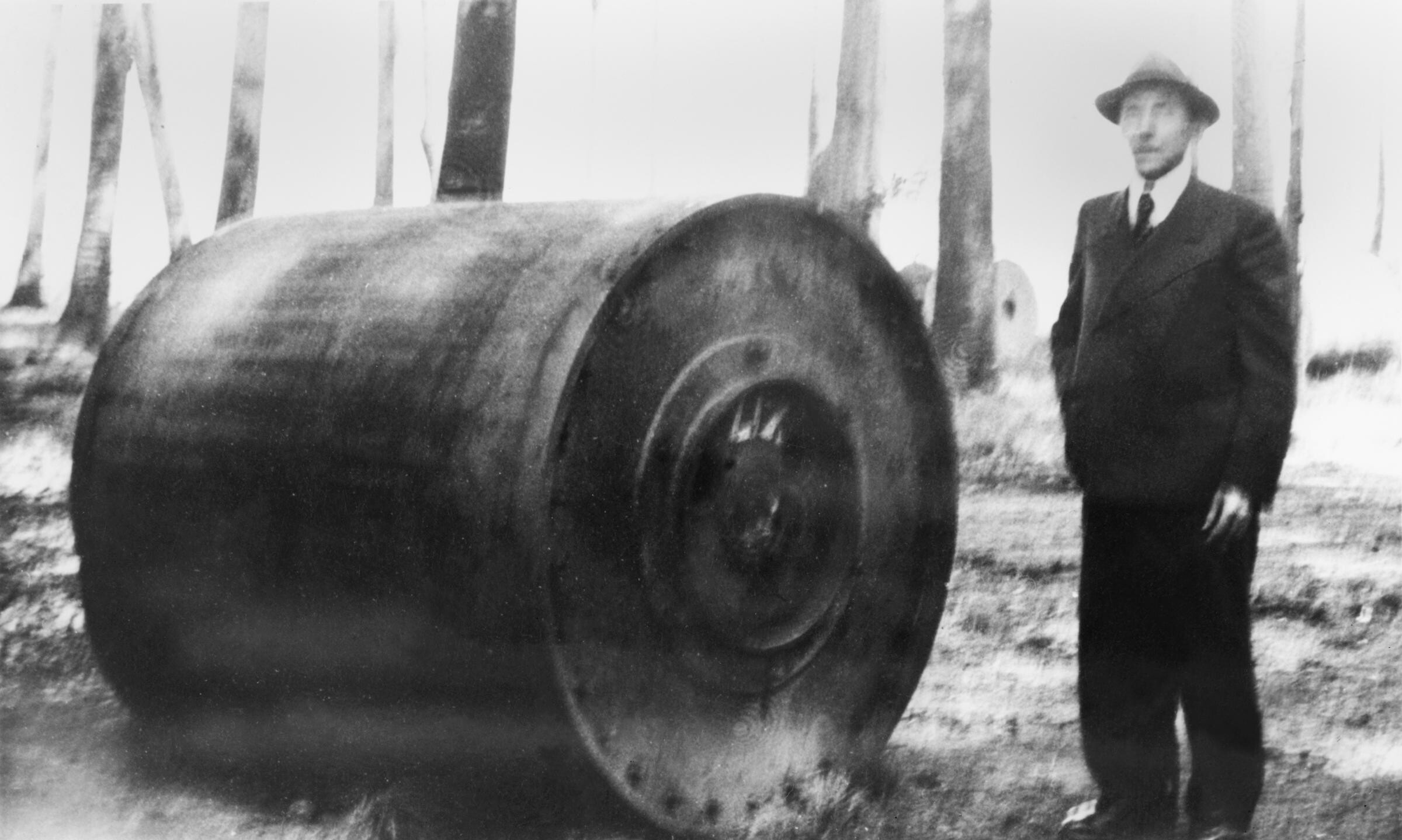
Nicht explodierte Rollbombe der abgestürzten Lancaster „Easy“, Besatzung F/L Barlow

Insgesamt wurden 53 der 133 Soldaten getötet; drei sprangen mit Fallschirmen ab und gerieten in Gefangenschaft. Von den Überlebenden wurden 33 am 22. Juni im Buckingham Palace vom König ausgezeichnet: Gibson erhielt das Victoria-Kreuz, fünf Männer erhielten den Distinguished Service Order, zehn das Distinguished Flying Cross mit vier Balken, zwölf wurden mit der Distinguished Flying Medal und zwei mit der Conspicuous Gallantry Medal geehrt.
Nach einer Werbetournee in den USA kehrte Gibson in den Dienst zurück und kam bei einem Erkundungsflug am 19. September 1944 ums Leben.
Nach dem Angriff auf die Talsperren wurde die 617. Staffel als Spezialisteneinheit beibehalten. Das Abzeichen der Gruppe wurde durch Operation Chastise geprägt, es besteht aus drei Blitzen, einem gebrochenen Damm und dem Motto „Après moi le déluge“ („Nach mir die Sintflut“). Die Staffel hatte danach den Auftrag, die ebenfalls von Barnes Wallis entwickelten massiven Tallboy- und Grand-Slam-Bomben mit Hilfe eines neu entwickelten, viel präziseren Bombenvisiers einzusetzen. Am 15. Oktober 1944 erfolgte ein weiterer, ebenfalls vergeblicher Luftangriff der britischen Luftwaffe auf die Sorpetalsperre, diesmal mit Bomben des Typs Tallboy.
Die 617. Staffel existiert noch heute, die Mitglieder dieser Einheit werden immer noch als „Dam Busters“ bezeichnet.

## Einfluss auf den Kriegsverlauf

### Taktische Sicht

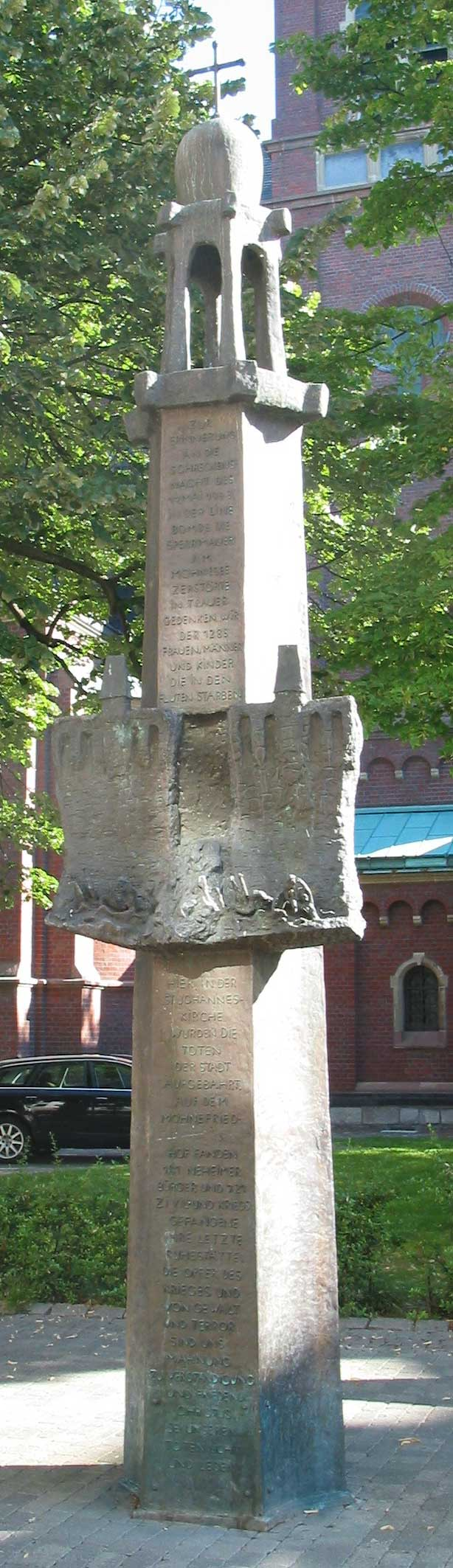
Mahnmal für die Opfer der Flutkatastrophe am Möhnestausee in Neheim

Propaganda-Artikel über die Talsperren-Bombardierung

Aus den Stauseen der Möhne und der Eder flossen rund 330 Millionen Tonnen Wasser. Bergwerke wurden überflutet und zahlreiche Häuser, Fabriken, Straßen, Eisenbahnlinien und Brücken beschädigt oder zerstört. Schätzungen zeigen, dass die Trinkwasserproduktion vor dem 15. Mai 1943 eine Million Tonnen pro Tag betrug; sie sank nach dem Angriff auf ein Viertel.
Über die Gesamtzahl der Opfer gibt es unterschiedliche Angaben: Einige Tote konnten nicht identifiziert werden, einige Menschen blieben vermisst. Amtliche Berichte und deutsche Pressemeldungen unterlagen damals der Propaganda und wiesen Mängel auf. Insbesondere zu den ums Leben gekommenen Zwangsarbeitern und Kriegsgefangenen ließen sich Daten bislang nur unvollständig rekonstruieren.
- Unterhalb der Möhnetalsperre lag die Zahl der Toten zwischen 1284 und über 1600 Menschen, darunter über 1000 Zwangsarbeiter.[3] Die meisten Toten forderte die anfangs bis zu 12 Meter hohe Flutwelle im Zwangsarbeiterlager Möhnewiesen (mind. 526 tote Zwangsarbeiterinnen[3]) im Ort Neheim knapp elf Kilometer flussabwärts. Aber auch im Ruhrtal, noch 100 km von der Staumauer entfernt, in Essen-Steele, kamen Menschen durch die Wassermassen ums Leben.[3]
- Die Zahlen zu Todesopfern unterhalb des Edersees schwanken zwischen 47 oder 68 Menschen. Einige Beiträge jüngeren Datums, in denen der Tod von über 700 Kriegsgefangenen in einem Arbeitslager direkt unterhalb der Edersee-Staumauer erwähnt wird, beruhen vermutlich auf einer Verwechslung mit Angaben zur Möhnetalsperre. Am Edersee wurde erst nach dem Angriff ein Zwangsarbeiterlager zur Wiederherstellung der Talsperre eingerichtet.

Der britische Luftmarschall Arthur Harris, der den Plan abgelehnt hatte, urteilte über den Angriff, dass er keine erkennbaren Erfolge gebracht habe und nur eine spektakuläre Aktion gewesen sei.
Nach der erfolgten Mission schrieb Barnes Wallis jedoch: „Ich spürte, dass Deutschland einen Schlag erlitt, von welchem sich das Land mehrere Jahre nicht erholen kann.“ Genauer betrachtet hatte die Operation Chastise jedoch nicht die erwünschte oder vermutete Wirkung. Am 27. Juni lief die Trinkwasserförderung wieder auf der vorherigen Leistung – dank eines Notfallplans, der nur ein Jahr vorher eingeführt worden war. Zur gleichen Zeit war auch das Elektrizitätsnetz wieder repariert. Der Angriff forderte zwar viele Tote – mehr als die Hälfte von ihnen alliierte Kriegsgefangene –, aber tatsächlich waren die Schäden nichts anderes als ein kleines „Problem“ für die Industrie des Ruhrgebietes.
Die Briten stellten Fotos der stark beschädigten Talsperren aus und es war für sie ein Propagandaerfolg. Der Angriff ließ laut einem Beitrag der BBC die Ansicht entstehen, dass die Alliierten den Krieg gewinnen würden.

### Strategische Sicht
Die Mission wurde mit dem Ziel unternommen, die deutsche Verteidigung ins Kernland zurückzuzwingen und Kriegserfolge abseits der Schauplätze von Bodenoffensiven zu erzielen – eine Strategie, die in der Bombardierung Berlins im Winter von 1943 auf 1944 gipfelte. Im Mai 1943 bedeutete dies, dass die deutsche Luftwaffe und die Fliegerabwehr von Osteuropa ferngehalten werden sollten, und im Frühjahr 1944 sollte so die Invasion in der Normandie, die Operation Overlord, strategisch vorbereitet werden.
Arbeiter, die zum Bau von Verteidigungsanlagen gegen eine alliierte Invasion eingesetzt worden waren, wurden von dieser Aufgabe abgezogen, um den Wiederaufbau der Talsperren in Rekordzeit zu bewältigen. Dies schwächte die entsprechenden Verteidigungsbauwerke. Im Mai 1943 brach die deutsche Kohleproduktion um 400.000 t ein, was besonders der deutsche Rüstungsminister Albert Speer als eine Katastrophe betrachtete.

### Diplomatische Sicht
Ein wichtiger Grund, diesen spektakulären Angriff überhaupt zu planen, war, Stalin davon zu überzeugen, dass Großbritannien ein schlagkräftiger Verbündeter sei. Dies hatte zur Konsequenz, dass die Sowjetunion nicht bei der Verteidigung im Angesicht der deutschen Invasion Russlands aufgeben dürfe. Zum Zeitpunkt der Ausführung hatte dieser Aspekt allerdings kaum noch eine Bedeutung, denn inzwischen war mit dem Untergang der deutschen 6. Armee in Stalingrad die Wende im Kriegsverlauf bereits eingetreten.

## Bilder der beschädigten Talsperren und Überschwemmungen

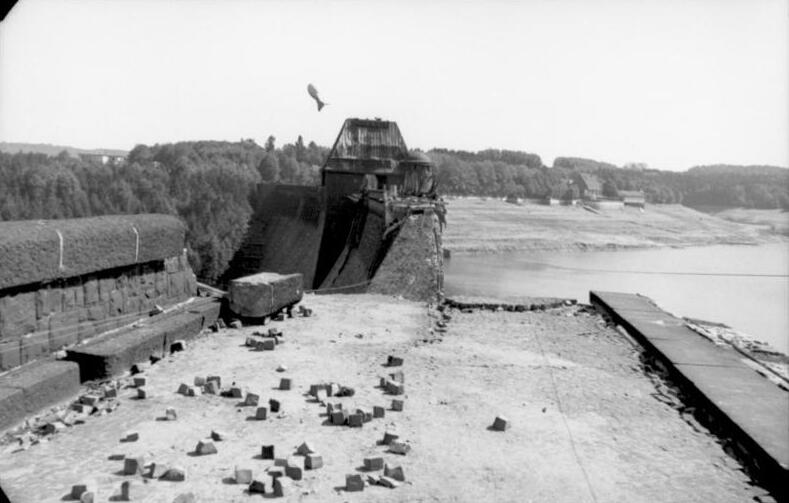
Stark beschädigte Möhnetalsperre; Blick nach Nordwesten
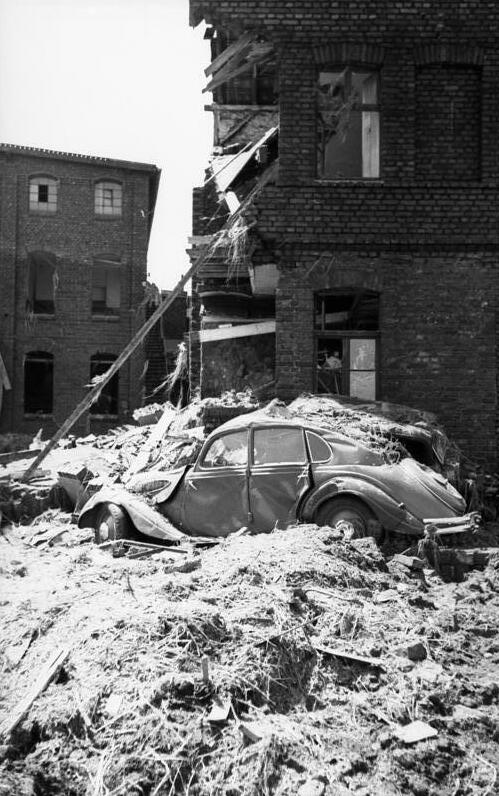
Beschädigtes Haus und Auto unterhalb der stark beschädigten Möhnetalsperre
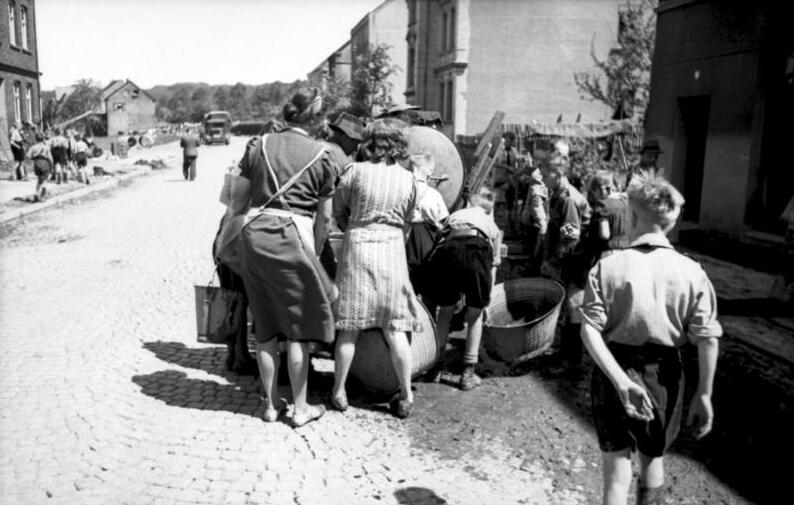
Wasserversorgung nahe der Möhnetalsperre
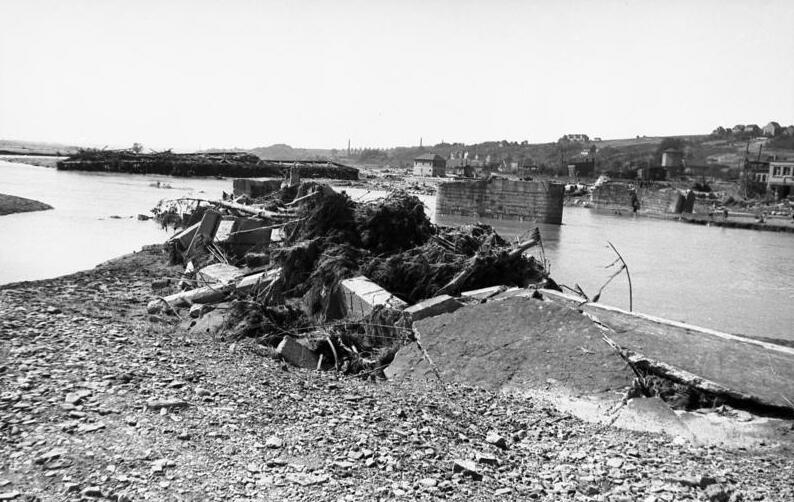
Weitgehend zerstörte Brücke unterhalb der stark beschädigten Möhnetalsperre
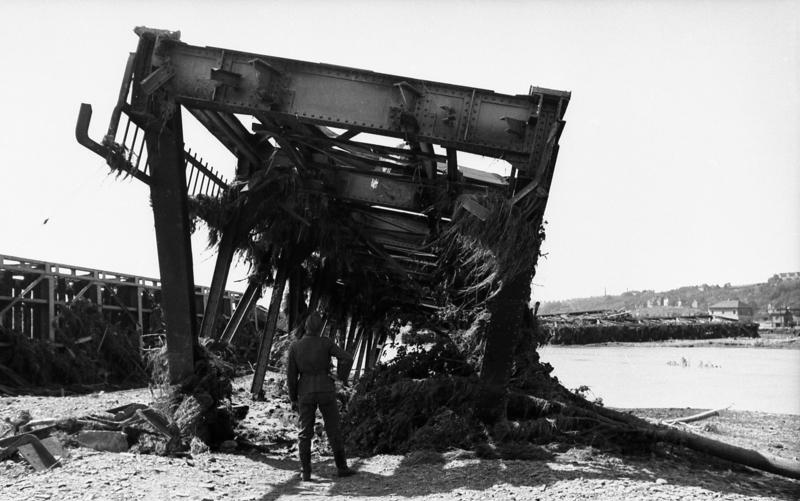
Weitgehend zerstörte Brücke unterhalb der stark beschädigten Möhnetalsperre

## Verfilmung und Populärkultur
- Mai 1943 – Die Zerstörung der Talsperren (The Dam Busters), Kriegsfilm, UK, 1955, stellt in Spielfilmform die Angriffe auf die Talsperren nach
- Geheimnis Möhnetalsperre, WDR-Dokumentarfilm von Luzia Schmid, 24. Januar 2014, 20.15 Uhr
- Titus Müller erzählt in seinem Tatsachenroman und Spionagethriller Nachtauge (2013) von der Bombardierung der Möhnetalsperre.[5]
- Die Serie „Secrets from above“ von National Geographic widmet der Katastrophe eine ganze Folge (Folge 4, Titel: „Dambusters“).